# Matthew Decker
Matthew Decker, född 1679, död 18 mars 1749, var en brittisk köpman och nationalekonom.
Decker har i de båda arbeten som tillskrivits honom, Serious considerations on the high duties (1743) och Decline of the foreign trade (1744), föreslagit en omläggning av skattesystemet, så att tullarna borttogs och en skärpt direkt beskattning infördes. Dessutom skulle avgifter för konsumtion av vissa icke oumbärliga varor upptas.